# Campeonato Mundial de Atletismo em Pista Coberta de 2022 - 3000 m masculino
A prova dos 3000 metros masculino do Campeonato Mundial de Atletismo em Pista Coberta de 2022 ocorreu entre os dias  18 e 20 de março na Belgrade Arena, em Belgrado, na Sérvia.

## Recordes
Antes desta competição, os recordes mundiais e do campeonato nesta prova eram os seguintes:
|                       | Nome               | Nacionalidade | Tempo     | Local     | Data                   |
| --------------------- | ------------------ | ------------- | --------- | --------- | ---------------------- |
| Recorde mundial       | Daniel Komen       | Quênia        | 7m 24s 90 | Budapeste | 6 de fevereiro de 1998 |
| Recorde do campeonato | Haile Gebrselassie | Etiópia       | 7m 34s 71 | Paris     | 9 de março de 1997     |

## Medalhistas
| Ouro                 | Prata               | Bronze           |
| Selemon Barega (ETH) | Lamecha Girma (ETH) | Marc Scott (GBR) |

## Cronograma
Todos os horários são locais (UTC+1).
| Data        | Hora  | Evento  |
| ----------- | ----- | ------- |
| 18 de março | 13:25 | Bateria |
| 20 de março | 12:10 | Final   |

## Resultados

### Bateria
Qualificação: 4 atletas de cada bateria (Q) mais os 3 melhores qualificados (q). 
| Posição | Bateria | Atleta                | Nacionalidade  | Tempo   | Notas |
| ------- | ------- | --------------------- | -------------- | ------- | ----- |
| 1       | 1       | Lamecha Girma         | Etiópia        | 7:46.21 | Q     |
| 2       | 1       | Jacob Krop            | Quênia         | 7:46.43 | Q     |
| 3       | 1       | Zouhair Talbi         | Marrocos       | 7:48.03 | Q     |
| 4       | 1       | Dillon Maggard        | Estados Unidos | 7:48.58 | Q     |
| 5       | 1       | Jonas Raess           | Suíça          | 7:49.31 | q     |
| 6       | 1       | Baldvin Magnússon     | Islândia       | 7:49.34 | q     |
| 7       | 2       | Selemon Barega        | Etiópia        | 7:51.42 | Q     |
| 8       | 2       | George Beamish        | Nova Zelândia  | 7:51.71 | Q     |
| 9       | 1       | Michael Somers        | Bélgica        | 7:51.89 | q     |
| 10      | 2       | Matthew Ramsden       | Austrália      | 7:52.04 | Q,    |
| 11      | 2       | Adel Mechaal          | Espanha        | 7:52.27 | Q     |
| 12      | 2       | Hicham Akankam        | Marrocos       | 7:52.38 |       |
| 13      | 2       | Elzan Bibić           | Sérvia         | 7:52.78 |       |
| 14      | 3       | Marc Scott            | Reino Unido    | 7:54.90 | Q     |
| 15      | 3       | Daniel Ebenyo         | Quênia         | 7:54.97 | Q     |
| 16      | 3       | Isaac Kimeli          | Bélgica        | 7:55.75 | Q     |
| 17      | 2       | Sam Parsons           | Alemanha       | 7:55.97 |       |
| 18      | 3       | Maximilian Thorwirth  | Alemanha       | 7:56.20 | Q     |
| 19      | 2       | Tim Verbaandert       | Países Baixos  | 7:56.61 |       |
| 20      | 3       | Ossama Meslek         | Itália         | 7:57.24 |       |
| 21      | 1       | John Gay              | Canadá         | 7:57.56 |       |
| 22      | 2       | Ahmed Jaziri          | Tunísia        | 7:58.44 |       |
| 23      | 3       | Berihu Aregawi        | Etiópia        | 7:58.59 |       |
| 24      | 2       | Yassin Bouih          | Itália         | 7:58.63 |       |
| 25      | 1       | Nursultan Keneshbekov | Quirguistão    | 7:59.39 |       |
| 26      | 1       | Joel Ibler Lillesø    | Dinamarca      | 8:00.07 |       |
| 27      | 2       | Ehab El-Sandali       | Canadá         | 8:00.64 |       |
| 28      | 3       | Jordan Gusman         | Malta          | 8:02.13 |       |
| 29      | 3       | Mohamad Al-Garni      | Catar          | 8:02.86 |       |
| 30      | 3       | Darragh McElhinney    | Irlanda        | 8:06.31 |       |
| 31      | 3       | Adriaan Wildschutt    | África do Sul  | 8:09.24 |       |
| 32      | 1       | Jamaine Coleman       | Reino Unido    | 8:12.76 |       |
| 33      | 3       | Fernando Martínez     | México         | 8:15.58 |       |
| 34      | 2       | Ali Moussa Barak      | Chade          | DNF     | DNF   |

### Final
A final ocorreu dia 20 de março às 12:10.
| Posição           | Atleta               | Nacionalidade  | Tempo   | Notas                |
| ----------------- | -------------------- | -------------- | ------- | -------------------- |
| Medalha de ouro   | Selemon Barega       | Etiópia        | 7:41.38 |                      |
| Medalha de prata  | Lamecha Girma        | Etiópia        | 7:41.63 |                      |
| Medalha de bronze | Marc Scott           | Reino Unido    | 7:42.02 | Recorde da temporada |
| 4                 | Daniel Ebenyo        | Quênia         | 7:42.97 |                      |
| 5                 | Jacob Krop           | Quênia         | 7:43.26 |                      |
| 6                 | Zouhair Talbi        | Marrocos       | 7:43.45 |                      |
| 7                 | Adel Mechaal         | Espanha        | 7:43.60 |                      |
| 8                 | Maximilian Thorwirth | Alemanha       | 7:45.87 |                      |
| 9                 | Dillon Maggard       | Estados Unidos | 7:46.18 | Recorde pessoal      |
| 10                | George Beamish       | Nova Zelândia  | 7:46.91 |                      |
| 11                | Jonas Raess          | Suíça          | 7:47.28 |                      |
| 12                | Matthew Ramsden      | Austrália      | 7:49.82 | Recorde da temporada |
| 13                | Michael Somers       | Bélgica        | 7:51.65 |                      |
| 14                | Baldvin Magnússon    | Islândia       | 8:04.77 |                      |
| 15                | Isaac Kimeli         | Bélgica        | DNS     | DNS                  |

Legenda
| Recorde mundial       | Recorde mundial (World record)               |                       | Recorde africano                      | Recorde africano (African) |                                           | Q | Classificado por posição (Qualified) |
| Recorde do campeonato | Recorde do campeonato (Championship record)  | Recorde da América    | Recorde da América (Americas)         | q                          | Classificado por melhor tempo (Qualified) |   |                                      |
| Melhor marca do ano   | Melhor marca do ano (World leading)          | Recorde asiático      | Recorde asiático (Asian)              | DNS                        | Não largou (Did not start)                |   |                                      |
| Recorde nacional      | Recorde nacional (National record)           | Recorde europeu       | Recorde europeu (European)            | DNF                        | Não terminou (Did not finish)             |   |                                      |
| Recorde pessoal       | Recorde pessoal do atleta (Personal best)    | Recorde da Oceania    | Recorde da Oceania (Oceania)          | DSQ / DQ                   | Desclassificado (Disqualified)            |   |                                      |
| Recorde da temporada  | Recorde da temporada do atleta (Season best) | Recorde sul-americano | Recorde sul-americano (South America) | NM                         | Sem marca (No mark)                       |   |                                      |